# Альфред Норт Вайтгед
Альфред Норт Вайтгед (англ. Alfred North Whitehead; 15 лютого 1861, Рамсгіт, Кент, Велика Британія — 30 грудня 1947, Кембридж , Массачусетс, США) — британський математик, логік, філософ та педагог, разом з Бертраном Расселом написав фундаментальну працю «Principia Mathematica» (1910 — 1913), яка стала базовою для розвитку таких напрямків філософії, як логіцизм та теорія типів. Після Першої світової війни викладав у Гарвардському університеті, розробив власне платонічне вчення з елементами бергсоніанства («філософія процесу»).

## Ранні роки
Альфред Норт Вайтгед народився 15 лютого 1861 року. Батько Вайтгеда — англіканський вікарій та вчитель Середньої школи Чатем Гаус, яку заснував Томас Вайтгед — дідусь Альфреда, брат — англіканський єпископ Мадраса, племінник — математик Джон Вайтгед.
Початкову освіту Вайтгед отримав у державній Шерборнській школі графства Дорсет.
1880 року Альфред вступив до Триніті-коледж Кембриджського університету, де його спершу цікавила лише математика. У травні 1884 році був зарахований до викладацького складу.
Дисертація Вайтгеда була присвячена питанням фізики, а саме — максвеллівській теорії електрики та магнетизму. Шляхом порівняння проблем сучасної фізики та алгебри Вайтгед приходить до ідеї порівняльного зіставлення та деконструкції паралельних символічних дискурсів. 1891 року почав роботу над «Курсом універсальної алгебри», в 1898—1903 роках написав другий том цієї капітальної праці.
1891 року Вайтгед одружився з ревною католичкою-ірландкою, вихованою в монастирі. Її релігійність мала великий вплив на розвиток концепцій Вайтгеда в бік метафізичних та релігійних побудов. Він став цікавитися богослов'ям, зокрема авторами-католиками, такими, як Джон Ньюмен, однак офіційно не вступив до жодної релігійної конгрегації.

## Кембриджський період
Ще 1890 року Вайтгед познайомився з Бертраном Расселом, який тоді був ще студентом. У липні 1900 року вони вирушили разом до Парижа на Перший міжнародний конгрес з філософії, де обох захопив виступ Джузеппе Пеано й зокрема аксіоми Пеано: принципи арифметики, здавалося, можна було звести до початків символічної логіки. Рассел не лише освоїв аксіоми Пеано, але і значно узагальнив його ідеї в своєму першому начерку «Принципів математики» (1900). Ознайомившись із цією роботою, Вайтгед визнав, що логіка — фундаментальніша дисципліна, ніж математика, і що вся математика будується на «уточнених» засадах формальної логіки.
До 1910 році Вайтгед та Рассел працювали над переробкою «Принципів математики». З цієї першої версії постала тритомна праця «Principia Mathematica», вже сама назва якої відсилає до ньютонівського шедевру «Philosophiæ Naturalis Principia Mathematica». «Надзавданням цієї роботи було охопити логічною схемою весь наявний зміст математичного знання». У ході роботи над цією працею Вайтгед виступив перед Королівським товариством з доповіддю «Про математичні поняття матеріального світу», в якій протиставив ньютонівської тріаді (реальність будується з точок простору, часток матерії, моментів часу, а геометрія та фізика — незалежні дисципліни) лейбніцівську теорію релятивізму, або відносності простору («закони фізики не припускають геометрії, але створюють її»).

## Лондонський період

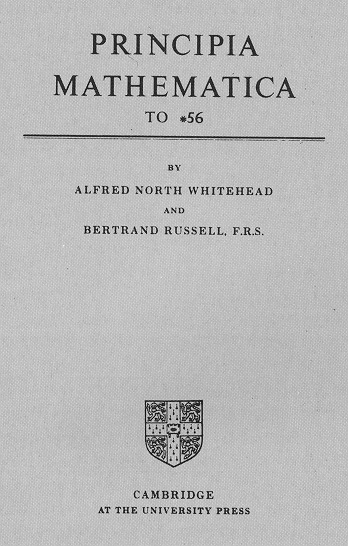
«Principia Mathematica» (1910 — 1913), головна праця Вайтгеда у співавторстві з Бертраном Расселом.

1903 року Триніті-коледж поставив Вайтгеда на чолі всього викладацького складу математиків та уклав з ним контракт на десять років. Однак перспектива отримати професорську кафедру здавалося, була, недосяжною: Вайтгеда цікавили не винахід нових теорем і не окремі математичні проблеми, а філософське пояснення самої природи математики в її співвідношенні з іншими дисциплінами, з простором та часом. Закінчивши роботу над «Principia Mathematica», Вайтгед переїхав з Кембриджа в Лондон, де 1911 року опублікував популярний «Вступ в математику» і почав викладати в коледжі при Лондонському університеті. 1914 року він отримав кафедру професора прикладної математики в цьому навчальному закладі.
Педагогічна діяльність Вайтгеда змусила його критично переосмислити систему освіти, що панувала тоді в Європі. Як президент Асоціації математиків, він виступив 1916 року з доповіддю про цілі освіти, де заявив: «Культура полягає в активності думки та сприйнятливості до краси та людяності почуттів. Уривки інформації не мають нічого спільного з нею». Він наполягав на тому, що завдання викладача — не в тому, щоб вбити в голову учня якомога більше відомостей, а в тому, щоб сприяти його саморозвитку. Вайтгед також виголосив у цій доповіді міркування про співвідношення свободи та дисципліни в освітньому процесі. Цей та інші виступи Вайтгеда зробили його ім'я відомим у гуманітарних колах, він був обраний президентом академічної ради при університеті та деканом наукового факультету.
У роки Першої світової війни Вайтгед розробляв проблему загальнофілософських основ фізики в світлі вчення Ейнштейна про час, простір і рух. У «Дослідженні принципів природознавства» (1919) він виступив з альтернативною до ейнштейнівської теорією відносності, яка не привернула уваги професійних фізиків з причини своєї абстрактності та ускладненості. У загальних рисах, Вайтгед прагнув пояснити час, простір і рух виходячи з даних людського досвіду та сприйняття зовнішнього світу, а не з гіпотетичних припущень щодо параметрів, існування яких допустимо, але знаходиться поза нашим досвідом.
На відміну від Расселла, Вайтгеда не можна було назвати пацифістом. Хоча він вітав пацифістську діяльність свого колишнього товариша та відвідував його у в'язниці, куди Расселл був ув'язнений за заклики бойкотувати службу в армії, вся сім'я Вайтгеда по-своєму брала участь у боротьбі з Німеччиною, а його молодший син загинув у бою. З роками дедалі більше місце в його діяльності займала гуманітарно-філософська проблематика. З 1915 року він активно дискутує з філософами щодо дослідних основ наукового знання, а 1920 року публікує нематематичний трактат «Поняття природи», в якому вперше пише про мінливість буття та запроваджує поняття події як вторгнення в потік часу певних «позачасових компонентів». У метафізиці Вайтгеда проявилися певні елементи платонізму та бергсоніанства, що викликало відторгнення багатьох його колег-математиків, у тому числі й Расселла.

## Гарвардський період
У 1924 році, коли Вайтгед став замислюватися про вихід на пенсію, Гарвардський університет запропонував йому на п'ять років зайняти кафедру професора філософії. За цією пропозицією стояв друг Вайтгеда, історик Генрі Осборн Тейлор. Вайтгед з ентузіазмом поставилася до пропозиції й був підтриманий дружиною. На початку 1925 року подружжя прибуло до Бостона, де Вайтгед прочитав вісім лекцій на тему «Наука та сучасний світ», в яких піддав нищівній критиці «науковий матеріалізм» як панівний в сучасному світі принцип, за яким природа зводиться до матерії в русі, або до фізичної енергії, що перетікає з одного стану в інший. Власні ідеї Вайтгеда були пересипані цитатами з його улюблених поетів, Вордсворта та Персі Біші Шеллі.
У січні 1927 року Вайтгеда було запрошено з лекціями в Единбурзький університет. До того часу його метафізична «Філософія організму» стала занадто складною для розуміння пересічних студентів, і він був змушений розробити хитромудрий понятійний апарат для її коректного викладу. У единбурзьких лекціях Вайтгед виступив проти концепції Г'юма про те, що чуттєвий досвід не може служити основою довговічного філософського вчення, а може лише перевіряти його істинність. Він представив картину всесвіту, яка складається з сутностей в процесі становлення, тобто вбирання та освоєння незліченної кількості об'єктів, що виходять від предвічного Бога (постійне джерело нових можливостей). Лекції склали його основну працю «Процес та реальність. Нарис космології» (1929), у якій ставиться завдання замість «ньютонівських» субстанціалістських та механістичних – картин реальності намалювати картину з процесуальними та якісними параметрами.
В остаточному вигляді единбурзькі лекції з'явилися в пресі 1929 року під назвою «Процес та реальність». Ця книга замкнула собою низку великих європейських трактатів на метафізичні теми. На відміну від великих метафізиків минулого — Спінози, Лейбніца, Гегеля — Вайтгед вважав своє філософське вчення лише наближенням до розуміння безмежної складності буття. Ставши свідком краху позірно непорушної ньютонівської системи світобудови, Вайтгед відмовлявся приймати догматизм у філософії, науці або теології. Свої релігійні погляди він висловив у стислій формі у роботі «Релігія в творенні» (1926), виступивши з виправданням релігії як відношення індивіда не до інших індивідів та їх груп, а до всесвіту загалом. Таким чином релігія, за Вайтгедом, є найглибшим зрізом людської самотності.
Вайтгед продовжував лекційну діяльність у Гарварді до 1937 року. Великим успіхом користувалися також філософські вечори у нього вдома. У часи свого професорства у Гарвардському університеті він займався переважно метафізичною та космологічною проблематикою.
Останньою великою працею Вайтгеда був трактат «Пригоди ідей» (1933), у якому він показав, як одні й ті самі ідеї, незважаючи на їхній позірний антагонізм, є відображенням єдиної сутності. Резюмуючи свою метафізичну теорію, Вайтгед висловив оригінальні думки з приводу змісту таких понять, як краса, істина, мистецтво, пригода та світ. У нього не залишилося прямих учнів, але ідеї Вайтгеда отримали розвиток, зокрема, в працях впливового американського теолога Чарльза Гартсгорна. Філософія Вайтгеда започаткувала у англо-американській думці напрямок «процес-філософії», ідеї якої отримали подальший розвиток у Джона Д. Вайлда (1902–1972), Пола Вейса (1901–2002).
Після смерті Вайтгеда його тіло було піддане кремації, неопубліковані рукописи та листи спалено, похорону не було.

## Праці
- A Treatise on Universal Algebra with Applications. [1898] Cambridge University Press, Cambridge 1960 (online [Архівовано 22 квітня 2021 у Wayback Machine.])
- Memoir on the Algebra of Symbolic Logic. American Journal of Mathematics, Vol. 23, No. 2 (Apr., 1901), pp. 139–165 (online)
- On Mathematical Concepts of the Material World, Philosophical Transactions, Royal Society of London, série A, Band 205, Dulau London 1906, 465—525
- The Axioms of Projective Geometry, Cambridge University Press 1906
- The Axioms of Descriptive Geometry, Cambridge University Press 1907
- An Introduction to Mathematics. [Williams and Norgate, London 1911] Oxford University Press [1958] 1990, (online [Архівовано 27 вересня 2015 у Wayback Machine.])
- Стаття: Mathematics в Enzyclopedia Britannica [Архівовано 4 серпня 2011 у Wayback Machine.], 1911
- Principia Mathematica (співавтор Бертран Рассел), 3 томи, Cambridge University Press. 2. Aufl. 1925 (т 1), 1927 (т 2, 3).
- Space, Time and Relativity, Proceedings of the Aristotelian Society, n.s., vol. 16 (1915), 104—129
- La Theorie Relationiste de l'Espace, in: Revue de Metaphysique et de Morale 23 (1916), 423—454. Übersetzt durch P.J. Hurley: The relational theory of space, in: Philosophy Research Archives 5 (1979), 712—741[18]
- To the Master and Fellows of Trinity College, Лист за 15 липня 1916 року на захист Бертрана Рассела.
- The Aims of Education, Presidential address to the Mathematical Association of England, 1916
- The Organization of Thought Educational and Scientific. Lippincott/Williams & Norgate, London 1917 (The Organisation of Thought: доповідь для British Association for the Advancement of Science, 1916, Teil 1, Teil 2[недоступне посилання з травня 2019])
- An Enquiry concerning the Principles of Natural Knowledge, Cambridge University Press [1919] Cambridge University Press 1925 (онлайн версія на сайті: Wikisource [Архівовано 12 квітня 2016 у Wayback Machine.])
- The Concept of Nature. [1920] Cambridge University Press 2004 (online [Архівовано 6 листопада 2012 у Wayback Machine.]).
- The Principle of Relativity with Applications to Physical Science. [1922] Cambridge University Press 2004
- The Philosophical Aspects of the Principle of Relativity, Proceedings of the Aristotelian Society, n.s., vol. 22 (1922), 215—223
- Uniformity and Contingency, Proceedings of the Aristotelian Society, n.s., vol. 23 (1922), 1-18
- Science and the Modern World. [1925] Cambridge University Press 1997, dt. Wissenschaft und moderne Welt, Frankfurt a.M., Suhrkamp 1988
- Religion in the Making. [1926], передмова Judith A. Jones, Fordham University Press, New York 1996 (online [Архівовано 2 травня 2013 у Wayback Machine.]), dt. Wie entsteht Religion?
- Time, in: Proceedings of the Sixth International Congress of Philosophy, hrsg. von Edgar Sheffield Brightman, Longmans, Green and Co., New York & London 1927, 59-64, abgedruckt in: A.H. Johnson (Hrsg.): The Interpretation of science. Bobbs-Merrill, Indianapolis, New York 1961
- Symbolism, Its Meaning and Effect. [Macmillan, New York 1927] Fordham University Press, New York 1985 (online)
- Process and Reality: An Essay in Cosmology. [Macmillan, New York 1929] виправлене видання, ред. David Ray Griffin та Donald W. Sherburne, The Free Press, New York 1979
- The Aims of Education and Other Essays. [Macmillan, New York 1929] The Free Press, New York 1985.
  - Universities and Their Function[недоступне посилання з травня 2019], in: The Aims of Education and Other Essays, 91-101
- Function of Reason. (Princeton University Press 1929, online) Beacon Press 1971.
- Adventures of Ideas. [New York: New American 1933] The Free Press, New York 1957.
- Indication, classes, number, validation, Mind New Ser. 43 (1934), 281—297, 543 [corrigenda]
- Nature and Life. University of Chicago Press 1934
- Modes of Thought. [Macmillan New York 1938] The Free Press, New York 1968, dt. Denkweisen, Suhrkamp, Frankfurt 2001
- Essays in Science and Philosophy. Hrsg. Von Dagobert Runes Philosophical Library 1947
- З Люсьєном Прайсом (Lucien Price): Dialogues of Alfred North Whitehead, 1954

## Переклади українською
- Альфред Норт Вайтгед. Символізм, його значення та дія. Пер. з англ. Богдан Передрій. — Київ: видавництво «Контур», 2025.